# 雅魯 (朗多尼亞州)
雅魯（葡萄牙語：Jaru），是巴西的城鎮，位於該國西北部，由朗多尼亞州負責管轄，始建於1981年11月7日，面積2,944平方公里，海拔高度124米，2014年人口55,669，人口密度每平方公里18.91人。
10°26′20″S 62°27′59″W / 10.43889°S 62.46639°W